# Amphiprion chrysogaster
Amphiprion chrysogaster és una espècie de peix de la família dels pomacèntrids i de l'ordre dels perciformes.

## Morfologia
- Els mascles poden assolir 15 cm de llargària total.[3][4]

## Hàbitat
Viu en zones de clima tropical (19°S - 21°S), associat als esculls de corall, a 2-40 m de fondària i en simbiosi amb les anemones Heteractis aurora, Heteractis magnifica, Macrodactyla doreensis, Stichodactyla haddoni i Stichodactyla mertensii.

## Distribució geogràfica
Es troba a l'oceà Índic occidental: Maurici.

## Observacions
Pot ésser criat en captivitat.